# Chaetophthalmus laticeps
Chaetophthalmus laticeps là một loài ruồi trong họ Tachinidae.